# Наголоватки Талієва
Наголоватки Талієва, юринея Талієва (Jurinea talievii) — багаторічна рослина родина айстрових.

## Опис
Багаторічна рослина висотою 20–95 см.
Стебла поодинокі, білуваті від повстисто-павутинистого запушення, звичайно розгалужені.
Листки пірчасторозсічені, повстисто-павутинисті, зісподу білуваті, зверху сіруваті або зеленкуваті, стеблові листки сидячі, з розширеною основою, що збігає на стебло, утворюючи коротенькі вузькі крила. Сегменти листків з дуже загорнутими на нижній бік краями, по краю хвилясті.
Суцвіття — кошики, по (1)2–8 на стеблі, обгортка кошиків напівкуляста, білувата від густогоповстистого запушення, листочки обгортки загострені, притиснуті, зовнішні та середні — з відігнутою назовні верхівкою. Квіти пурпурові або рожеві.
Плоди — сім'янки, чотиригранні, дрібногорбочкуваті, темно-бурі зі світлішими ребрами, чубок легко відпадає.
Цвіте у травні-липні.

## Поширення в Україні
Східно-причорноморський ендемік. Вид зустрічається у Лівобережному степу. Росте на крейдяних відслоненнях, кам'янистих схилах.
Рослину внесено до «Червоної книги України» у статусі «Недостатньо відомий» (вид).